# Projekt 617
Projekt 617 (v kódu NATO třída Whale) je experimentální ponorka sovětského námořnictva z období studené války. Ponorka byla vybavena pohonem nezávislým na přístupu vzduchu (AIP). Postavena byla jediná ponorka tohoto typu, pojmenovaná S-99. Ve službě byla v letech 1956–1959. Vyřazena byla po závažné havárii způsobené celkovou nevyzrálostí pohonného systému.

## Pozadí vzniku
Program vývoje sovětských ponorek s pohonem nezávislým na přístupu vzduchu byl zahájen roku 1947. Jeho jádrem byla německá technologie Walterova pohonu s uzavřeným cyklem využívajícího peroxid vodíku. Ta konvenčním ponorkám umožňovala dosažení vysokých rychlostí plavby pod hladinou a tak výrazně zlepšovala jejich bojové schopnosti. Potenciál tohoto pohonu neunikl vítězným mocnostem, přičemž Velká Británie a USA ukořistili i několik rozestavěných německých pobřežních ponorek typu XVII. Britové jednu dokončili jako HMS Meteorite, přičemž na její technologii postavili ještě experimentální ponorky třídy Explorer. Američané pohon testovaly na ponorce USS X-1. Oba státy se kvůli nízké bezpečnosti Walterova pohonu záhy přeorientovaly na perspektivnější jaderné ponorky.
Sovětský program postupoval pomaleji, neboť si musel vystačit se zajatými německými inženýry z programu ponorek typu XVII a dalších projektů. Předběžný návrh ponorky projektu 617 byl dokončen roku 1947. Němečtí experti na projektu pracovali do roku 1951. Ve stejném roce byly dokončeny testy pozemního prototypu Walterovy turbíny. Ponorka S-99 byla postavena loděnicí v Leningradu. Pravděpodobně měla být prototypem sériově stavěné lodní třídy. Kýl byl založen 5. února 1951, na vodu byla spuštěna 5. května 1952 a do služby byla přijata 20. března 1956.
Odlišné technické řešení (kapalný kyslík místo peroxidu vodíku) využívaly ještě ponorky projektu 615 (v kódu NATO třída Quebec), které byly stavěny sériově, byly však mnohem menší a vyzbrojené jediným torpédometem.

## Konstrukce
Ponorka měla dvojitý trup inspirovaný německými ponorkami typu XXI. Byla vyzbrojena šesti 533mm torpédomet. Neseno bylo 12 torpéd, nebo 20 námořních mil. Pohonný systém tvořil jeden diesel 8Ch23/30 o výkonu 600 hp a jeden elektromotor PG-100 o výkonu 540 hp, pohánějící jeden lodní šroub. Ponorka byla vybavena pohonem nezávislým na přístupu vzduchu s Walterovou turbínou o výkonu 7250 hp. Nejvyšší rychlost dosahovala 11 uzlů na hladině a 20 uzlů pod hladinou. Dosah byl 8500 námořních mil při rychlosti 8,5 uzlu na hladině a 198 námořních mil při rychlosti 14,2 uzlu pod hladinou.

## Služba
Existenci ponorky S-99 dosud neznámého typu rozpoznali analytikové americké CIA v květnu 1958 ze špionážních snímků. Ponorka byla nejprve považována za Projekt 613 (třída Whiskey), a proto dostala označení W-45. Po zjištění, že představuje samostatnou třídu, jí bylo přiděleno označení třída Whale.
Dne 19. května 1959 byla ponorka vážně poškozena během cvičení na Baltu. Při zapnutí Walterova pohonu při plavbě v hloubce 80 metrů došlo k výbuchu a poškození tlakového trupu ponorky, která se však dokázala vynořit. Opravy byly sice zahájeny, nakonec však do služby vrácena nebyla a v srpnu 1961 byla vyřazena. Také sovětské námořnictvo dalo před nevyzrálým Walterovým pohonem přednost ponorkám jaderným.